# Novoselec
Novoselec är en ort i Kroatien.   Den ligger i länet Zagrebs län, i den nordöstra delen av landet, 50 km öster om huvudstaden Zagreb. Novoselec ligger 99 meter över havet och antalet invånare är 1 527.
Terrängen runt Novoselec är platt. Runt Novoselec är det ganska glesbefolkat, med 47 invånare per kvadratkilometer. Närmaste större samhälle är Ivanić-Grad, 12,5 km nordväst om Novoselec. Omgivningarna runt Novoselec är en mosaik av jordbruksmark och naturlig växtlighet.